# Masako Nakata
Masako Nakata (中田 正子, Nakata Masako, 1 de dezembro de 1910 — 15 de outubro de 2002) foi uma das três primeiras mulheres admitidas na ordem dos advogados no Japão, em 1940.

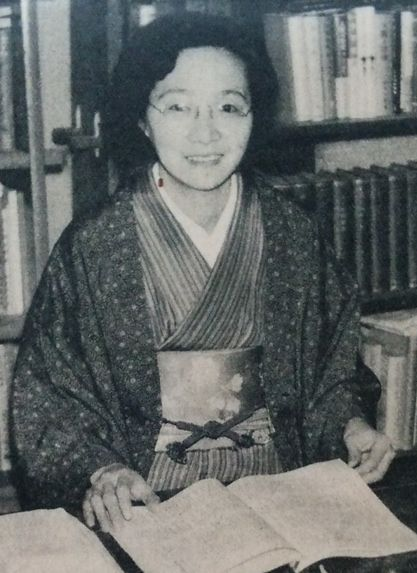
Masako Nakata, em foto tirada em 1954.

Nakata mais tarde tornou-se diretora da Federação das Associações de Advogados do Japão (JFBA).
Faleceu em 2002, aos 91 anos de idade.